# 이시즈카 신이치

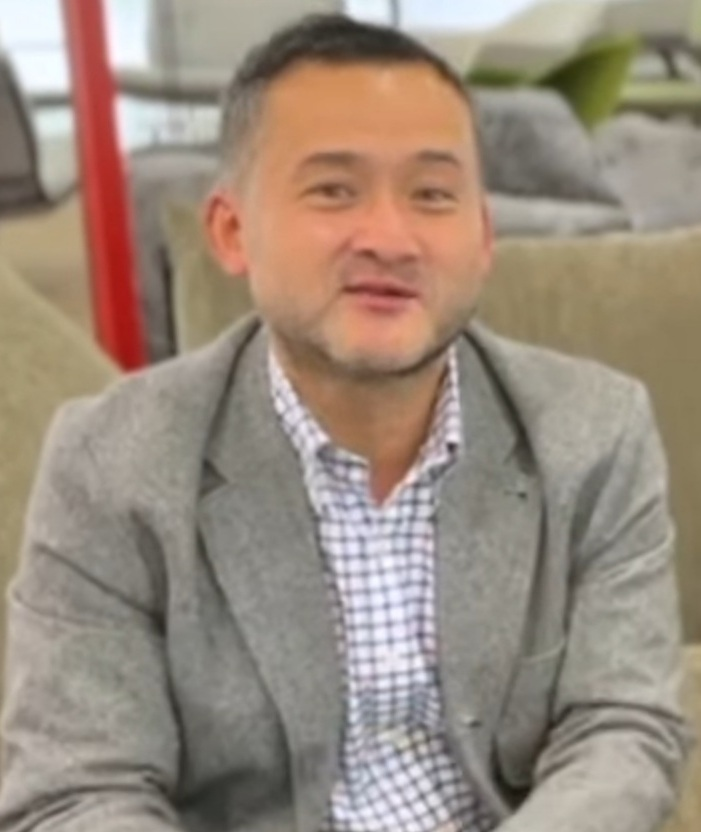
2023년 모습

이시즈카 신이치(일본어: 石塚真一, 1971년 ~ )는 일본의 만화가이다. 2001년 데뷔하여 2003년 빅 코믹 오리지널에서 등산을 다룬 만화 '산 (만화)' 첫 시리즈를 시작해 2012년까지 연재했다. 2013년부터 빅 코믹에서 연재 중인 후속작이다.
이시즈카는 미국 대학에서 공부하면서 등산을 접하게 되었고 재즈에 대한 노출도 늘어났다. 일본으로 돌아와 해고된 후 그는 만화가가 되기 위해 노력하기 시작했다.

## 작품

### 시리즈
- 산 (만화)
- 블루 자이언트